# 1994 في السويد
فيما يلي قوائم الأحداث التي وقعت خلال عام 1994 في السويد.

## سياسة

### تعيين في المنصب
- 7 أكتوبر – آنا ليند وزير البيئة [الإنجليزية]‏.
- 7 أكتوبر – جوران بيرسون وزير المالية [الإنجليزية]‏.

## مواليد

### يناير
- 21 يناير – أمين عفاني لاعب كرة قدم سويدي.

### فبراير
- 1 فبراير – ماركوس يوهانسون لاعب كرة قدم سويدي.

### أبريل
- 2 أبريل – ألكسندر فرانسون لاعب كرة قدم سويدي.

### مايو
- 10 مايو – إلين ألجروين لاعبة كرة مضرب سويدية.
- 26 مايو – كورنيليا ليستر لاعبة كرة مضرب سويدية.

### يوليو
- 17 يوليو – فيكتور ليندلوف لاعب كرة قدم سويدي.

### أكتوبر
- 31 أكتوبر – ريبين أسعد لاعب كرة قدم سويدي.

### نوفمبر
- 28 نوفمبر – كرستوفر بيترسون لاعب كرة قدم سويدي.

### مارس
- 17 مارس – ماي تسيترلينغ (مواليد 1925)